# John Morse Haydon
John Morse Haydon (* 27. Januar 1920 in Billings, Montana; † 1991) war ein US-amerikanischer Politiker. Zwischen 1969 und 1974 war er Gouverneur von Amerikanisch-Samoa.

## Werdegang
John Haydon studierte an der University of Washington. Während des Zweiten Weltkrieges war er Oberleutnant im Fliegerkorps der United States Army. Dabei flog er 35 Kampfeinsätze über Deutschland. Zwischen 1960 und 1969 war er  Mitglied der Seattle Port Commission, als deren Präsident er in den Jahren 1963, 1968 und 1969 fungierte. Politisch schloss er sich der Republikanischen Partei an. Er war auch Mitglied des Beraterstabs des Gouverneurs von Washington, Daniel J. Evans, für Fischerei (1965–1967) und für Handel und Wirtschaftsentwicklung (1965–1969).
Am 1. August 1969 wurde John Haydon als Nachfolger von Owen Aspinall zum neuen Gouverneur von Amerikanisch-Samoa ernannt. Dieses Amt bekleidete er bis zum 14. Oktober 1974. Danach ist er politisch nicht mehr in Erscheinung getreten.